# ChatGPT Search
ChatGPT Search (anteriorment SearchGPT) és un motor de cerca prototip desenvolupat per OpenAI, que es va llançar el 26 de juliol de 2024. Combina les funcions tradicionals del motor de cerca amb capacitats d'IA generativa. La funció de cerca posiciona l'empresa com a competidora directa dels principals motors de cerca, en particular Google i Bing (aquest últim és un producte del major inversor d'OpenAI, Microsoft). SearchGPT es va presentar per primera vegada com a prototip en una versió limitada a 10.000 usuaris de prova. En última instància, OpenAI té la intenció d'incorporar les funcions de cerca a ChatGPT.
OpenAI va anunciar la seva associació amb els editors per a SearchGPT, oferint-los opcions sobre com apareix el seu contingut als resultats de la cerca i assegurant la promoció de fonts de confiança.
De manera similar a la funció Navega a ChatGPT, quan SearchGPT dóna una resposta, ofereix un enllaç amb el nom del lloc del qual va treure la resposta entre parèntesis per facilitar la verificació i la investigació. Si encara es vol veure una pàgina de resultats del motor de cerca més tradicional, es pot fer clic a la icona "enllaç" a la barra lateral esquerra. Això mostrarà una llista de pàgines web i enllaços al costat de la resposta de la conversa.
També es poden fer preguntes de seguiment, que ajuden a obtenir la resposta sense haver de fer clic a diferents enllaços o introduir una nova indicació.